# Stephen Taber
Le Stephen Taber est une goélette en bois construit en 1871 sur un chantier naval de New York.
Il fait partie de la flotte de la Maine Windjammer Association.
Il est inscrit au National Register of Historic Places depuis 1984 et au National Historic Landmark depuis 1992.

## Histoire
Le Stephen Taber a été conçu, à sa construction, pour être un caboteur de commerce pour les petits ports de la côte atlantique américaine.
De 1892 à 1930, il a transporté principalement du bois et des matériaux de construction, du charbon et divers produits alimentaires.
Il a aussi participé à la cérémonie d'inauguration de la statue de la Liberté le 28 octobre 1886 et à la parade maritime pour l'amiral Dewey, vainqueur sur la flotte espagnole aux Îles Philippines.
En 1930, il est vendu à B. Eaton puis au capitaine F. Wood qui le skippera jusqu'à la Deuxième Guerre mondiale en tant que cargo léger.
Puis il change plusieurs fois de propriétaire.
Après 1979, il subit des réparations et devient, en 1983 un bateau de croisière. Il appartient depuis cette date au même propriétaire Ken et Hellen Barnes.
Le Stephen Taber est le plus vieux voilier toujours en service aux États-Unis. Lors de ses croisières hebdomadaires il offre, en plus, une excellente cuisine à bord.